# 海猫悲鸣时 episode1 - Legend of the golden witch
《海貓悲鳴時 episode1 - Legend of the golden witch》是日本同人社團07th Expansion所製作的同人遊戲《海貓悲鳴時》以及由此改编的漫画的首作。游戏於2007年夏季的Comic Market72發表。

## 概要
1986年10月4日，大富豪右代宫家主要成员因为一年一度的家庭会议齐聚右代宫家的私人领域——六轩岛。由于当家右代宫金藏病重，来参加家族会议的几个子女都在为遗产分割问题而争吵不休——他们的目标不仅仅是金藏的庞大资产和六轩岛的所有权，更包括传说中金藏赖以发家的10吨黄金。
正当众人为财产问题争论不休时，右代宫真里亚拿出了一封署名魔女贝阿朵利切的书信，信中声称其将卸去“右代宫家炼金顾问”一职，并将收回当初借给右代宫金藏的10吨黄金以及相应的利息。众人震惊。
翌日，六轩岛上开始出现大量杀人事件，右代宫家族成员以及佣人医生相继被杀。
几年后，署名右代宫真里亚的瓶中信被发现，其中叙述“六轩岛大量杀人事件”为魔女杀人。

## 杀人事件
第1事件 「玫瑰庭園之倉庫」
遇害者：藏臼、留弗夫、霧江、樓座、紗音、郷田（第一晩・六人之活祭）　
在玫瑰庭園的倉庫中發現6具無法辨別容貌的屍體，其中兩具屍體左半邊被毀容。
第2事件 「書房」
夏妃和繪羽正要向金藏通報六人遇害一事時發現一直將自己關在書房内的金藏消失了。那天早上夏妃和金藏見了面之後，繪羽把一張收據塞在書房大門中。繪羽從收據的位置沒有改變這一點斷定金藏並沒有出過門，夏妃則堅稱她和金藏見過面，之後繪羽便得出夏妃把金藏推出窗外的結論，引發了一場衝突。戰人卻認為金藏只是藏在了書房的某個角落中，此外他也指出繪羽在第1事件中並無不在場的證明。
第3事件 「繪羽・秀吉的房間」
遇害者：繪羽、秀吉（第二晩・緊靠的兩人）
繪羽和秀吉兩人的遺體在其臥室内被發現。可現場的情形是房門被鐵鏈從内部拴住，而且從門縫之中無法看到遺體的所在之處。
第4事件 「鍋爐室」
遇害者：金藏（第四晩・頭）、嘉音（第五晩・胸）
嘉音撇下熊澤一人獨自前往地下室追捕兇手，在與兇徒對峙時他的胸部被一柄兇器貫穿。另外眾人在鍋爐室發現燒焦並散發著惡臭的金藏的遺體。
第5事件 「書房」
剩下的幸存者聚集于书房进行笼城。中途，桌上某处凭空冒出一封来自魔女的信，离信较近的源次、南条、熊泽、真里亚四人被夏妃怀疑，因而被赶出书房，后发现信中内容似乎有针对幸存者中离间之计的嘲讽。
第6事件 「客廳」
遇害者：源次（第六晩・腹）、南篠（第七晩・膝）、熊澤（第八晩・腳）
在赶出嫌疑人四人后过了一段时间，书房的人接到一通电话，里面只有持续、阴森的真里亚的歌声。三人立即离开书房寻找另外四人下落，在客厅发现源次、南条与熊泽的遗体，一旁是面对墙壁孤身一人唱歌的真里亚。
第7事件 「玄關」
遇害者：夏妃（第九晩・魔女復活）
在客厅的夏妃偷偷离开众人，其他人随后追赶夏妃，结果在玄关发现夏妃的遗体，头部中弹。真里亚声称看到夏妃是读着一封信离开的客厅，但那封信却并未出现于夏妃的遗体旁。
第8事件 「後日談」
遇害者：戰人、朱志香、譲治、真里亞（第十晩・黄金郷）

## 出版書籍
漫畫
- 作畫：夏海ケイ、全4卷。

| 集數 | 史克威爾艾尼克斯 | 史克威爾艾尼克斯       | 青文出版社    | 青文出版社            |
| 集數 | 發售日期         | ISBN                   | 發售日期      | ISBN                  |
| ---- | ---------------- | ---------------------- | ------------- | --------------------- |
| 1    | 2008年6月21日    | ISBN 978-4-7575-2309-8 | 2014年1月16日 | ISBN 978-986-310296-0 |
| 2    | 2008年12月22日   | ISBN 978-4-7575-2445-3 | 2014年3月15日 | ISBN 978-986-310956-3 |
| 3    | 2009年6月22日    | ISBN 978-4-7575-2589-4 | 2014年4月18日 | ISBN 978-986-310984-6 |
| 4    | 2009年12月22日   | ISBN 978-4-7575-2752-2 | 2014年5月16日 | ISBN 978-986-356007-4 |

小說
- 著：龍騎士07，插圖：ともひ

| 集數 | 講談社       | 講談社                 | 尖端出版社    | 尖端出版社             |
| 集數 | 發售日期     | ISBN                   | 發售日期      | ISBN                   |
| ---- | ------------ | ---------------------- | ------------- | ---------------------- |
| 上   | 2009年7月1日 | ISBN 978-4-06-283719-4 | 2012年2月1日  | ISBN 978-957-104-717-1 |
| 下   | 2009年8月4日 | ISBN 978-4-06-283721-7 | 2012年5月10日 | ISBN 978-957-104-791-1 |

## 動畫
動畫版《海貓悲鳴時》第1～5話。
- 1 	Ⅰ	opening
- 2	Ⅱ	first move
- 3	Ⅲ	dubious move
- 4	Ⅳ	blunder
- 5	Ⅴ	fool's mate